# Николайчук, Ольга Петровна
Ольга Петровна Николайчук (укр. Ольга Петрівна Ніколайчук; род. 29 октября 1969, Топоровцы) — советская и украинская спортсменка (самбо и дзюдо); Мастер спорта СССР, Мастер спорта международного класса СССР и Украины, Заслуженный мастер спорта Украины (2002).

## Биография
Родилась 29 октября 1969 года в селе Топоровцы Новоселицкого района Черновицкой области Украинской ССР.
Окончила новоселицкую среднюю школу и в 1994 году — факультет физвоспитания Каменец-Подольского педагогического института (ныне Каменец-Подольский национальный университет имени Ивана Огиенко).
Спортом начала заниматься в 15 лет еще в школе — сначала борьбой дзюдо, а затем — самбо. Первый тренер — Лазарь Рейхштадт. Позже тренировалась под руководством Даниила Тубеншлака, Михаила Гуски и Александра Шишкина, а также заслуженных тренеров Украины — Георгия Кирилла и Юлиана Германюка.
В 1986 году заняла второе место на юношеском первенстве Украины по борьбе дзюдо. За пределами Украины отметилась на молодежном первенстве СССР по борьбе дзюдо, где завоевала бронзовую награду. Норматив мастера спорта выполнила сначала в дюздо (1987 год), а затем — в самбо (1990). Мастер спорта международного класса двух стран — России и Украины. Проживая один год во Фрунзе (ныне Бишкек, Кыргызстан), выиграла чемпионат Азии и стала призером чемпионата мира. Имеет в своём активе также два «серебра» и одну «бронзу» чемпионата Европы. Выигрывала Кубок мира в личном и командном зачетах. Была третьим призером на Спартакиаде народов СССР; на двух Спартакиадах Украины побеждала и в борьбе дзюдо, и в борьбе самбо. Является неоднократной чемпионкой и обладательница Кубка Украины в обоих этих видах.
С 2000 года Николайчук работает преподавателем кафедры физического воспитания, а с 2004 года — преподавателем кафедры физической культуры и валеологии Черновицкого национального университета им. Ю. Федьковича; является автором пяти печатных научных работ и двух учебно-методических пособий. С 2000 года возглавляет сборную команду университета и области по борьбе самбо и с 2012 года — по борьбе на поясах.